# Gérard Paul Deshayes
Gérard Paul Deshayes (Nancy, 13 mei 1795 – Boran-sur-Oise, 9 juni 1875) was een Frans geoloog en malacoloog. Hij is vooral bekend om zijn werk aan de biostratigrafie van het Bekken van Parijs, dat belangrijk bewijs voor evolutie opleverde.

## Biografie
Deshayes was de zoon van een natuurkundeleraar in Nancy. Zelf studeerde hij tot 1821 medicijnen in Straatsburg. Daarna ging hij zich in Parijs bezighouden met natuurlijke historie. Hij gaf privélessen in de geologie en werd later hoogleraar aan het Muséum d'Histoire Naturelle. Hij was een van de stichters van de Société Géologique de France.

## Werk
Deshayes onderzocht fossiele mollusken (weekdieren) uit het Tertiair, met name in het Bekken van Parijs. Al in 1829 raakte hij door zijn waarnemingen overtuigd van het evolutionisme, net als de Engelse geoloog Charles Lyell, met wie hij goed contact onderhield. Mede dankzij het werk van Deshayes was Lyell in staat het Tertiaire systeem in te delen in Eoceen, Mioceen en Plioceen.
Deshayes schreef ook een standaardwerk op het gebied van malacologie, Traité élémentaire de conchyliologie, dat tussen 1839 en 1858 verscheen. In 1839 werd hij door de Franse regering naar Algerije gestuurd om dit geologisch in kaart te brengen. Hij publiceerde in 1848 een boek, Mollusques de l'Algérie, over de collecties mollusken die hij uit Algerije meenam.
Hij beschreef ook veel soorten mollusken, zowel in Frankrijk, Algerije als in Morea, waarheen hij een studiereis maakte. In Georges Cuviers werk Le règne animal beschreef Deshayes de mollusken.

## Erkenning
In 1870 won Deshayes de Wollaston Medal van de Geological Society.
- Bibsys: 1044212
- Bibliothèque nationale de France: cb124596182 (data)
- Catàleg d'autoritats de noms i títols de Catalunya: 981058511946106706
- Stuttgart Database of Scientific Illustrators 1450–1950: 6045
- Gemeinsame Normdatei: 117632872
- International Standard Name Identifier: 0000 0000 8354 2219
- Library of Congress Control Number: nr96014437
- Base Léonore: LH//749/23
- Nationale bibliotheek van Australië: 35508968
- Nationale Bibliotheek van Israël: 987007341921405171
- Nederlandse Thesaurus van Auteursnamen: 242291333
- SNAC: w6sv7q55
- Système universitaire de documentation: 033762856
- Trove: 978797
- Virtual International Authority File: 7485918
- WorldCat: E39PBJgHhThH4WCJbVcbC9vT73